# 长颈鹿区
长颈鹿区（Giraffa）为意大利中部城市锡耶纳的17个堂区之一，位于田野广场东北。
传统上，长颈鹿区居民从事画家职业。
该区标志为摩尔人牵着长颈鹿。区旗为红白两色。
2011年8月16日，长颈鹿区在赛马节中获胜。历史上共获胜34次。
其格言为：“头越高，荣耀越大”（Più alta la testa, più grande la gloria）。

该区主保为圣母往见，5月31日庆祝。其同盟为猫头鹰区、豪猪区和豹区。
该区教堂有选举礼拜堂（Oratorio del Suffragio）,普罗文扎诺圣母堂（Chiesa di Santa Maria di Provenzano）,圣方济各圣殿。该区博物馆在长颈鹿广场2号。